# Wiktor Mencel
Wiktor Mencel, właśc. Seweryn Mazrycer (ur. 4 maja 1906 w Warszawie, zm. 15 stycznia 1964 w Paryżu) – polski inżynier elektryk, wojskowy, dyplomata.

## Życiorys
Urodził się 4 maja 1906 w Warszawie jako syn Stanisława. Ukończył studia techniczne na Politechnice w Grenoble. Studiował nowoczesne rozwiązania techniczne w dziedzinie oświetlenia elektrycznego uzyskując tytuł inżyniera elektryka. Publikował prace na temat swojej dziedziny naukowej. Należał do Komunistycznej Partii Polski. Utraciwszy pracę w elektrowni w Częstochowie wskutek bezrobocia wyjechał na emigrację do Brazylii.
Jako ochotnik brał udział w hiszpańskiej wojnie domowej (1936–1939) w szeregach oddziałów w składzie Brygad Międzynarodowych. Od 3 do 9 kwietnia 1938 był szefem sztabu brygady międzynarodowej im. Jarosława Dąbrowskiego, od 27 lipca do 24 września 1938 był adiutantem Batalionu im. Adama Mickiewicza, od 24 stycznia do 9 lutego 1939 szefem sztabu XIII brygady międzynarodowej im. Jarosława Dąbrowskiego. Podczas II wojny światowej działał we francuskim ruchu oporu.
Po wojnie pracował w Polpressie. Organizował i kierował Biuro Informacji w ambasadzie PRL w Paryżu, następnie był sekretarzem ds. kultury w tej placówce dyplomatycznej. Od 1951 był dyrektorem Departamentu Prasy i Informacji w Ministerstwie Spraw Zagranicznych PRL. Od 1956 pełnił stanowisko kierownika działu w czasopiśmie „Nowe Drogi”. Należał do Stowarzyszenia Dziennikarzy Polskich.
Zmarł 15 stycznia 1964 w Paryżu.

## Publikacje
- Naświetlanie budowli i placów [w:] „Dom, Osiedle, Mieszkanie” Nr 9 z 1930[5]
- Wpływ sztucznego oświetlenia na rozwój roślin [w:] „Ogrodnik” Nr 3 z 1931[6]
- Oświetlenie elektryczne terenów sportowych [w:] „Architektura i Budownictwo” Nr 7/5–6 z 1931[7]

## Ordery i odznaczenia
- Order Krzyża Grunwaldu II klasy[1]
- Order Sztandaru Pracy II klasy[1]
- Krzyż Oficerski Orderu Odrodzenia Polski (20 lipca 1954)[8]
- Krzyż Kawalerski Orderu Odrodzenia Polski (15 listopada 1946)[9]
- Krzyż Srebrny Orderu Virtuti Militari (5 kwietnia 1946)[10]
- Złoty Krzyż Zasługi (22 lipca 1952)[11]
- Medal „Za waszą wolność i naszą”[1]
- Medal 10-lecia Polski Ludowej (10 stycznia 1955)[12]
- Krzyż Wojenny (Francja)[1]